# 聖蹟桜ヶ丘駅
聖蹟桜ヶ丘駅（せいせきさくらがおかえき）は、東京都多摩市関戸一丁目にある、京王電鉄京王線の駅である。京王西管区所属。駅番号はKO27。
駅前には京王電鉄本社ビルが所在する。

## 歴史

### 年表
- 1925年（大正14年）3月24日：玉南電気鉄道の関戸駅（せきどえき）として開設[3]
- 1926年（大正15年）12月1日：合併に伴い、京王電気軌道（現・京王電鉄）の駅となる[4]。
- 1937年（昭和12年）5月1日：聖蹟桜ヶ丘駅（せいせきさくらがおかえき）へ改称[3]。
- 1944年（昭和19年）5月31日：陸上交通事業調整法に伴う戦時合併に伴い、東急電鉄（大東急）の駅となる[4]。
- 1948年（昭和23年）6月1日：東急から京王帝都電鉄が分離独立、同社の駅となる[4]。
- 1953年（昭和28年）：モデル撮影会開催、新宿駅 - 当駅間を2700系を使用した「カメラハイキング号」が走った[5]。
- 1964年（昭和39年）4月21日：当駅 - 中河原駅間多摩川鉄橋複線化工事竣工に伴い、複線化[2]。
- 1969年（昭和44年）
  - 5月29日：高架駅化[3]。高架化前の駅は南へ100m程の所にあり、ホームは急カーブ上にあった[6]。高架化の際に、ホーム部を20 m車6両分程の直線を確保出来るように改修された[6]。
  - 6月1日：バスターミナル完成（現在の京王聖蹟桜ヶ丘ショッピングセンター1Fのバスターミナルとは異なる））[7]。
- 1984年（昭和59年）2月：京王グループで「聖蹟桜ヶ丘駅周辺総合開発」に着手。
- 1986年（昭和61年）3月28日：京王聖蹟桜ヶ丘ショッピングセンター（せいせきA・B館）オープン[2][8]。
- 1988年（昭和63年）3月14日：京王帝都電鉄本社が新宿三丁目より移転[2]。
- 2012年（平成24年）4月8日：列車接近メロディをアニメ映画『耳をすませば』の主題歌である「カントリー・ロード」へ変更[9]。
- 2018年（平成30年）2月22日：ダイヤ改正に伴い、下り京王ライナー新設、停車駅となる[10]。
- 2019年（平成31年）2月22日：ダイヤ改正に伴い、上り京王ライナー新設、停車駅となる[11]。

### 駅名の由来
駅開設当時の「関戸」は駅所在地の地名から。現在の「聖蹟桜ヶ丘」は、駅周辺が桜の名所であることに由来する地名「桜ヶ丘」（当駅南部）と、明治天皇の御狩場が連光寺付近にあったことに由来する「聖蹟」（天皇が行幸した土地のこと）を合わせたものである。

## 駅構造
相対式ホーム2面2線を有する高架駅。下りMt.TAKAO号を除く全ての定期営業列車が停車する（同列車は客扱いを行わない運転停車）。京王線新宿 - 京王八王子間の特急運行開始時からの特急停車駅でもある。ホームの幅は広く採られているが、駅がカーブの中に位置するため、下りホームでは電車とホームとの間が広く開いている箇所がある。
当駅は分岐器や絶対信号機を持たないため、停留所に分類される。
ホームは2階、改札口（東口と西口の2か所）および駅事務室は1階にある。東口改札は長らく係員が配置されていたが無人化された。また、東口改札の営業時間は西口改札より短く設定されている。中2階のコンコースが各ホームと両改札間を連絡している。エスカレーターは上りのみ、エレベーターはコンコース階で乗り継ぐことでホームに行けるようになっている。トイレ（だれでもトイレ併設）は西口側改札内にある。
各ホーム中央に京王聖蹟桜ヶ丘ショッピングセンターに直結する出口があり、4FA・B館連絡ブリッジに設けている出口専用改札口（係員は不在）へ通じる上りエスカレーターのみが設置されている。誤ってこのエスカレーターで改札口まで上ってしまうとホームに戻れなくなるので注意が必要。
ホーム発車標は、京王線の駅としては最後まで反転フラップ式が使用されていたが、2005年（平成17年）11月にLED式に更新された。
2012年4月8日初電より、当駅周辺を舞台とするスタジオジブリのアニメ映画『耳をすませば』の主題歌「カントリー・ロード」をオルゴール調にアレンジした接近メロディを使用開始した。流れるメロディは1番線ホームと2番線ホームとで異なる。但し、上り京王ライナー及びMt.TAKAO号は京王線新宿駅と同じ京王ライナー入線曲が鳴動し、当駅西側（同駅 - 百草園駅の間）の踏切連動設備の都合上で運転停車扱いとなる下りMt.TAKAO号はどちらも鳴動しない。

### のりば
| 番線 | 路線   | 方向 | 行先                                     |
| ---- | ------ | ---- | ---------------------------------------- |
| 1    | 京王線 | 下り | 京王八王子・高尾山口・多摩動物公園方面   |
| 2    | 京王線 | 上り | 府中・調布・明大前・新宿・都営新宿線方面 |

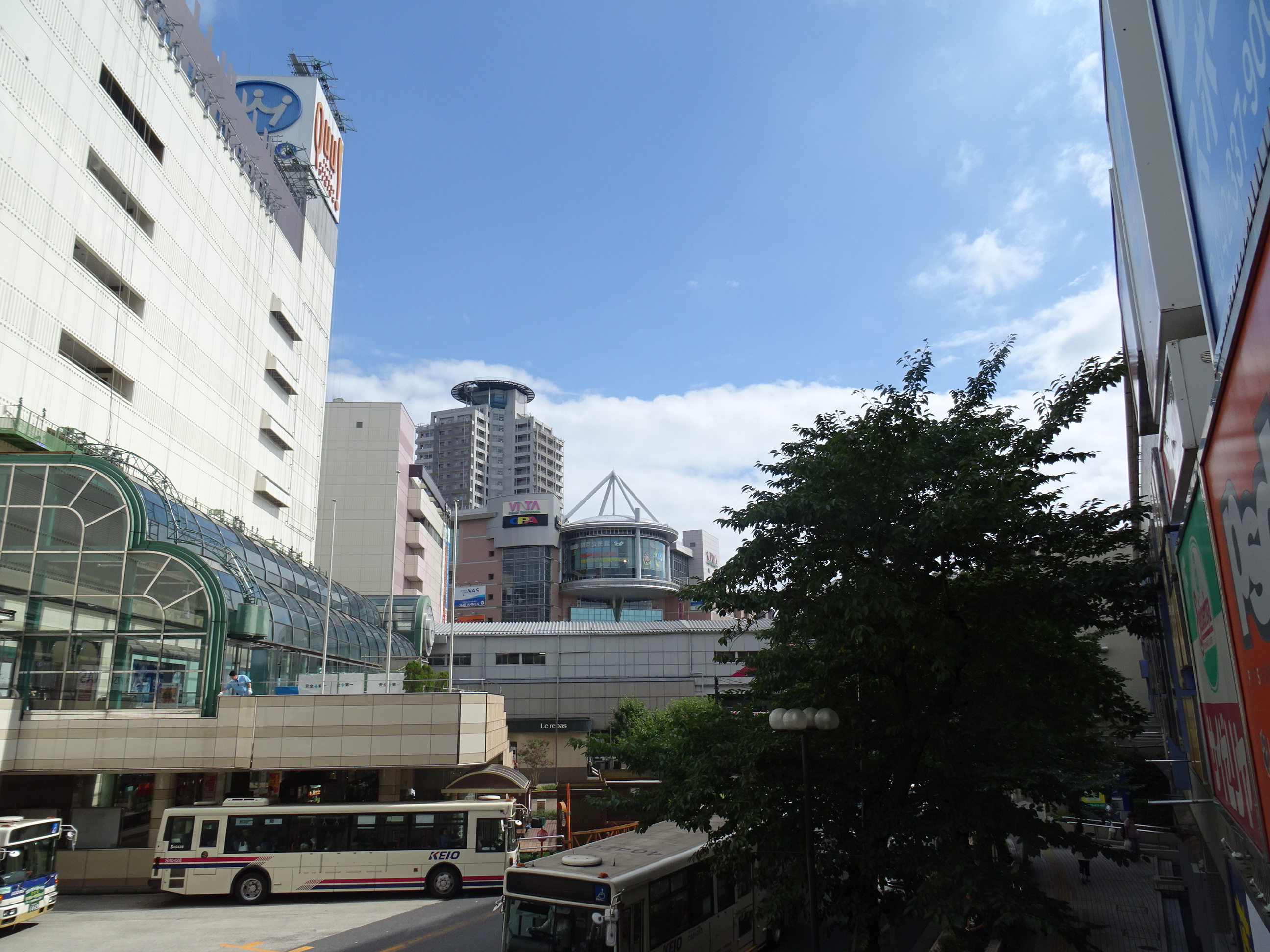
聖蹟桜ヶ丘駅前の様子（2017年8月12日）
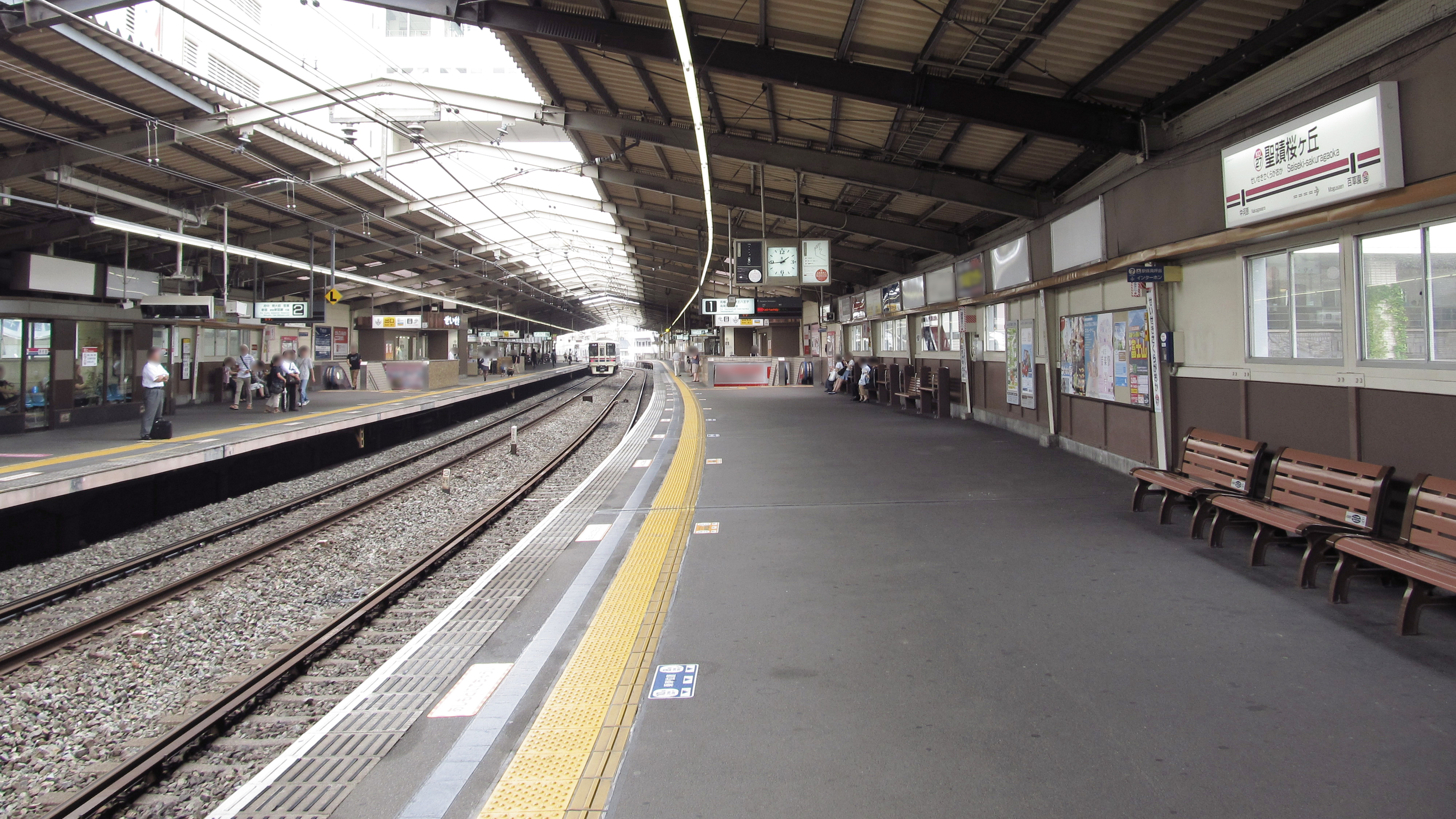
下りホームより新宿方面を臨む（2013年8月1日）

## 利用状況
2024年度（令和6年度）の1日平均乗降人員は58,241人である。単独駅ながら、同じく特急停車駅で乗換駅である高幡不動駅より多い。朝夕は上り新宿方面への通勤客と、当駅で下車し京王電鉄系列の社（後述）等への通勤客で混雑する。ここ数年はやや減少傾向にあり、かつての特急通過駅の千歳烏山駅や特急・急行通過駅の仙川駅よりも少ない。
近年の1日平均乗降・乗車人員の推移は以下の通り。
| 年度               | 1日平均 乗降人員 | 1日平均 乗車人員 | 出典     |
| ------------------ | ---------------- | ---------------- | -------- |
| 1955年（昭和30年） | 3,676            |                  |          |
| 1960年（昭和35年） | 6,574            |                  |          |
| 1965年（昭和40年） | 16,426           |                  |          |
| 1970年（昭和45年） | 31,892           |                  |          |
| 1975年（昭和50年） | 43,854           |                  |          |
| 1980年（昭和55年） | 48,022           |                  |          |
| 1985年（昭和60年） | 54,246           |                  |          |
| 1986年（昭和61年） | 60,741           |                  |          |
| 1990年（平成02年） | 72,811           | 37,063           | [ * 1 ]  |
| 1991年（平成03年） |                  | 39,202           | [ * 2 ]  |
| 1992年（平成04年） |                  | 39,679           | [ * 3 ]  |
| 1993年（平成05年） | 78,737           | 40,238           | [ * 4 ]  |
| 1994年（平成06年） |                  | 39,863           | [ * 5 ]  |
| 1995年（平成07年） | 78,386           | 39,943           | [ * 6 ]  |
| 1996年（平成08年） |                  | 38,888           | [ * 7 ]  |
| 1997年（平成09年） |                  | 37,304           | [ * 8 ]  |
| 1998年（平成10年） |                  | 36,299           | [ * 9 ]  |
| 1999年（平成11年） |                  | 35,475           | [ * 10 ] |
| 2000年（平成12年） | 68,103           | 33,929           | [ * 11 ] |
| 2001年（平成13年） | 66,981           | 33,268           | [ * 12 ] |
| 2002年（平成14年） |                  | 32,882           | [ * 13 ] |
| 2003年（平成15年） | 66,369           | 32,861           | [ * 14 ] |
| 2004年（平成16年） | 65,506           | 32,419           | [ * 15 ] |
| 2005年（平成17年） | 65,697           | 32,529           | [ * 16 ] |
| 2006年（平成18年） | 65,707           | 32,630           | [ * 17 ] |
| 2007年（平成19年） | 68,362           | 33,869           | [ * 18 ] |
| 2008年（平成20年） | 68,690           | 34,030           | [ * 19 ] |
| 2009年（平成21年） | 67,747           | 33,542           | [ * 20 ] |
| 2010年（平成22年） | 66,384           | 32,841           | [ * 21 ] |
| 2011年（平成23年） | 65,731           | 32,486           | [ * 22 ] |
| 2012年（平成24年） | 65,164           | 32,252           | [ * 23 ] |
| 2013年（平成25年） | 65,739           | 32,534           | [ * 24 ] |
| 2014年（平成26年） | 64,893           | 32,101           | [ * 25 ] |
| 2015年（平成27年） | 65,248           | 32,224           | [ * 26 ] |
| 2016年（平成28年） | 64,376           | 31,855           | [ * 27 ] |
| 2017年（平成29年） | 64,142           | 31,745           | [ * 28 ] |
| 2018年（平成30年） | 65,131           | 32,247           | [ * 29 ] |
| 2019年（令和元年） | 65,246           | 32,254           | [ * 30 ] |
| 2020年（令和02年） | 47,521           | 23,545           | [ * 31 ] |
| 2021年（令和03年） | 51,363           | 25,619           | [ * 32 ] |
| 2022年（令和04年） | 54,749           |                  |          |
| 2023年（令和05年） | 57,022           |                  |          |
| 2024年（令和06年） | 58,241           |                  |          |

## 駅周辺
当駅周辺は「聖蹟桜ヶ丘地区」として、東京都の「一般拠点地区」に位置付けられている。
駅北東の京王電鉄本社を始め、当駅周辺には京王グループ各社本社が多く所在する他、京王聖蹟桜ヶ丘ショッピングセンター（せいせきSC）を中心とした商業施設や飲食店街が発達している。
バスターミナルは、駅北側の京王百貨店建屋の吹抜けとなっている1階部分に設置されており、京王電鉄バスなどの多数のバス路線のハブとして機能している。また聖蹟桜ヶ丘ショッピングセンターA館1Fには京王電鉄バス案内所がある。立体駐車場も設置されており、線路南側の東京都道41号稲城日野線（川崎街道）から出入りすることが可能。
当駅の南側から京王永山駅の北側にかけては、当時の京王帝都電鉄の田園都市建設部に伴って開発された大規模な住宅地（桜ケ丘住宅地）が広がっている。同住宅地は多摩川に面した低地に位置する当駅から坂を上った多摩丘陵北端にあるため、眺望良好な宅地が多い。
当駅は多摩市北部にあり、多摩市南部には多摩ニュータウンが造成されているが、1974年（昭和49年）に京王相模原線が京王多摩センター駅へ延伸されるまで、当時の京王帝都電鉄では多摩ニュータウンへの唯一のアクセス駅となっていた。
駅前の桜ヶ丘Kビルにエフエム多摩放送があった。
戦前には未成線に終わった南津電気鉄道が、一ノ宮付近に駅を設置し、由木・相原を経て相模川尻に至る路線を計画していた。京王相模原線の建設に際してはそうした経緯もあり、当初は当駅より多摩ニュータウン方面へ直通するルートも検討されていた。しかしニュータウン全域をカバー出来ないことや、将来的に調布駅 - 当駅間輸送需要が増大した場合に複々線化用地買収が困難であるなど、様々な理由から却下されている。
主な商業施設
- 京王聖蹟桜ヶ丘ショッピングセンター
  - 京王百貨店 聖蹟桜ヶ丘店
  - 京王ストア 桜ヶ丘店
  - 京王アートマン 聖蹟桜ヶ丘店
  - ビックカメラ 聖蹟桜ヶ丘店
  - Seiseki京王クラウン街
  - せいせきさくらゲート
- 聖蹟桜ヶ丘OPA
- ザ・スクエア
- コモディイイダ 聖蹟桜ヶ丘店

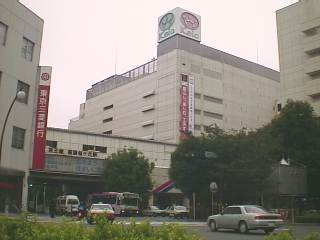
京王百貨店
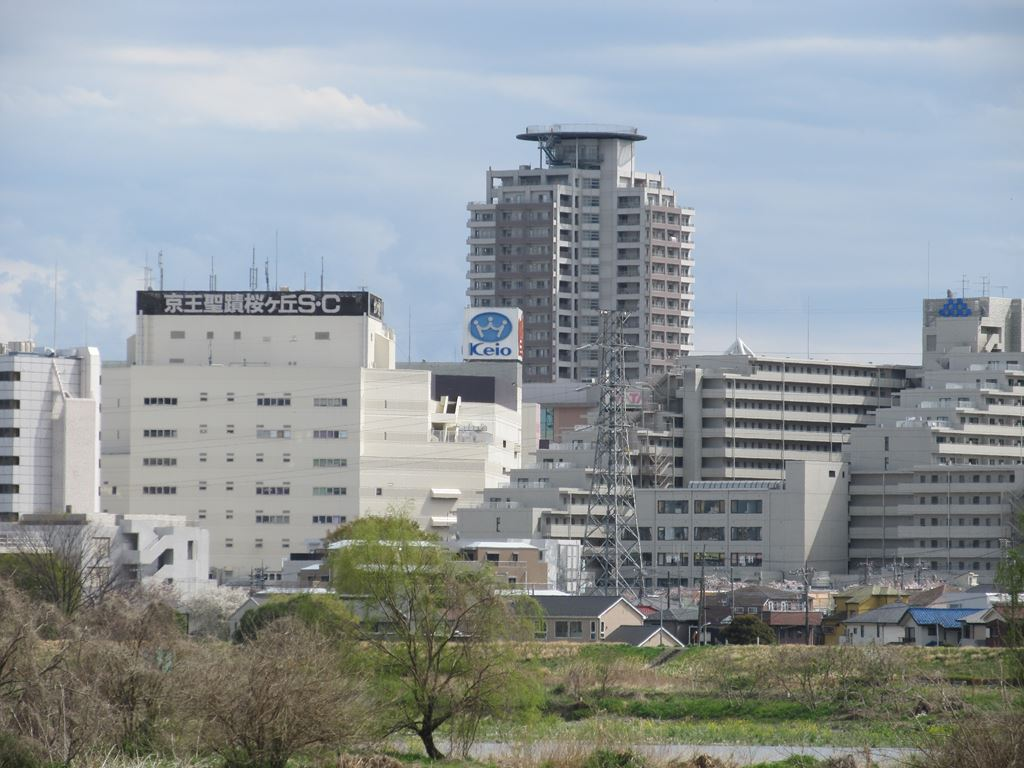
駅周辺
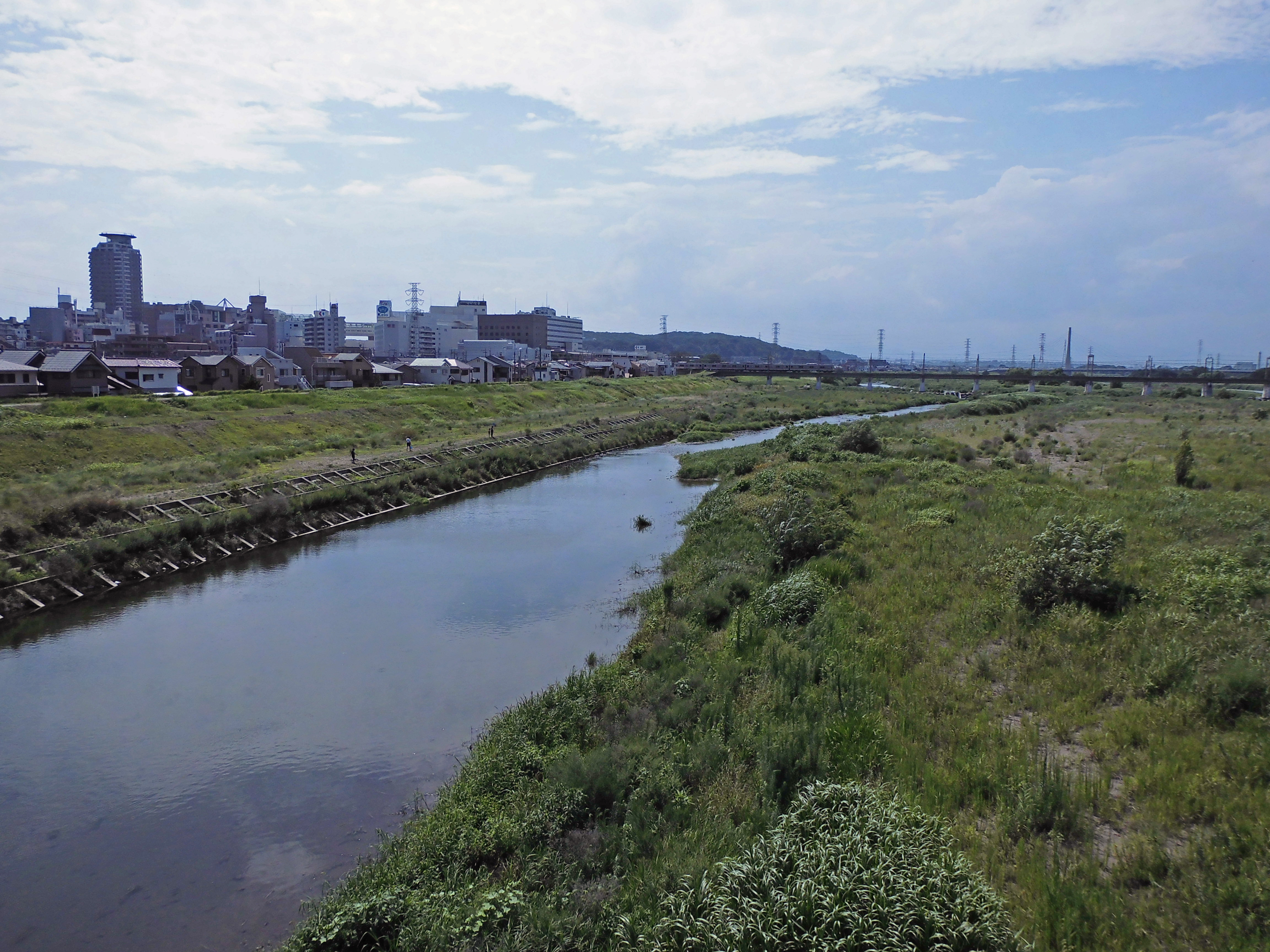
駅付近を流れる多摩川

主な企業
- 京王グループ企業
  - 京王電鉄本社
  - 京王ストア本社（京王聖蹟桜ヶ丘ショッピングセンターC館に隣接）
  - 京王アートマン本社（京王聖蹟桜ヶ丘東口ビル）
  - 京王自動車本社（せいせきさくらゲート）
  - 京王食品本社（せいせきさくらゲート）
  - 京王運輸本社（多摩市一ノ宮）
- あいおいニッセイ同和損害保険桜ヶ丘センター
- ムラキ本社[19]
- トヨタ西東京カローラ本社

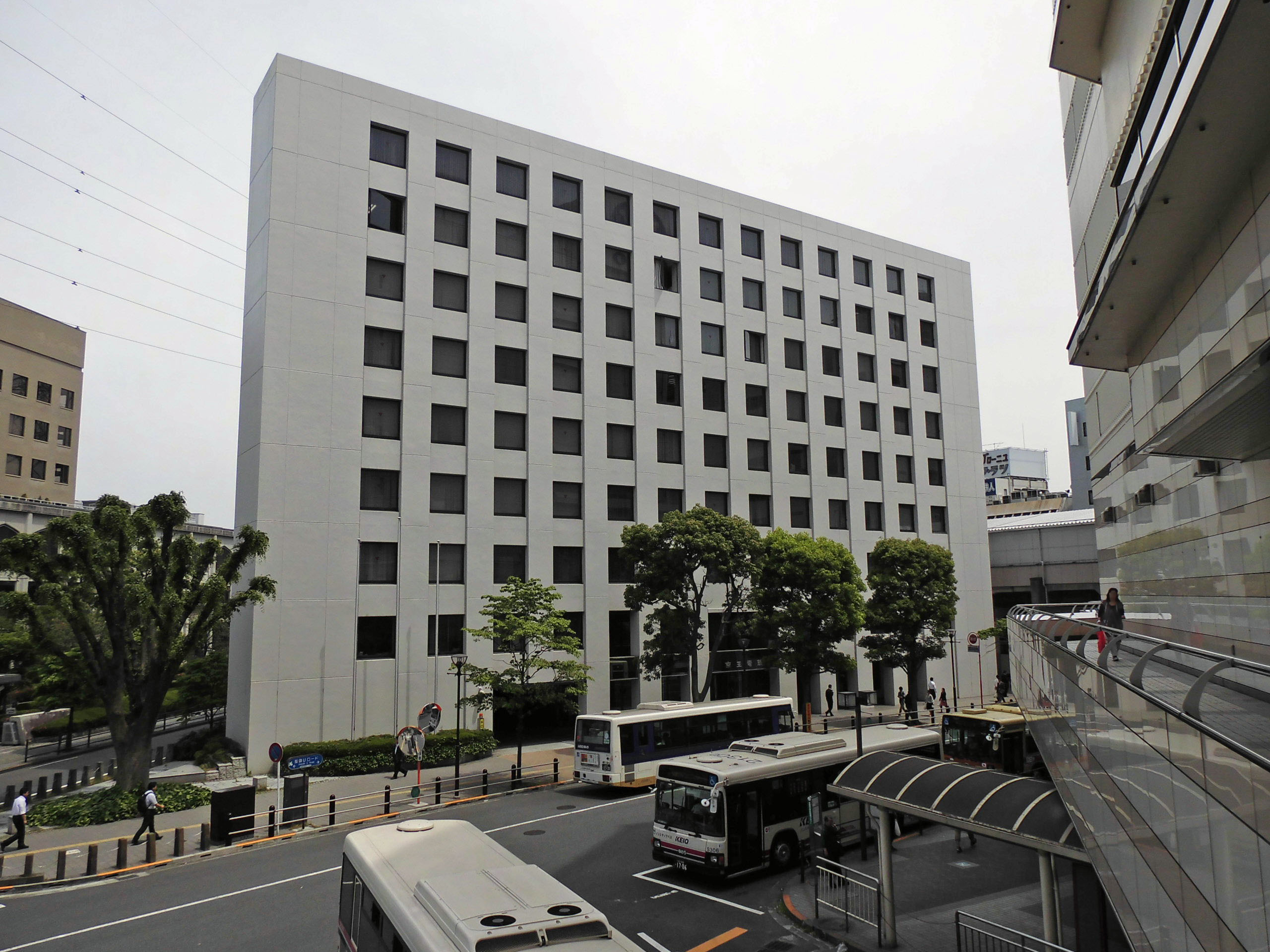
京王電鉄本社

公的施設
- ヴィータ聖蹟桜ヶ丘（聖蹟桜ヶ丘OPA）
  - 多摩市役所 聖蹟桜ヶ丘出張所
  - 関戸公民館
- 関戸図書館（ザ・スクエア）
- 聖蹟桜ヶ丘郵便局
- せいせきC館内郵便局

金融機関
- 三菱UFJ銀行
  - 多摩支店
  - 聖蹟桜ヶ丘支店
- 三井住友銀行 多摩支店
- みずほ銀行 多摩支店
- 三井住友信託銀行 多摩桜ヶ丘支店
- 多摩信用金庫 桜ケ丘支店

その他
- 多摩川
- 関戸城跡
- 関戸古戦場跡
- 小野神社
- 都立桜ヶ丘公園
  - 旧多摩聖蹟記念館

## バス路線
バスターミナルは京王聖蹟桜ヶ丘ショッピングセンターB館1Fに位置している。
永山駅まで京王相模原線・小田急多摩線開通前は、多摩ニュータウン唯一の入口として機能し、聖蹟桜ヶ丘駅から多摩ニュータウンへのバスが運行された。現在でも永山、豊ヶ丘、多摩センター方面に数多くの路線が運行されている。
多摩市ミニバスは当駅へは乗り入れないが、日野市ミニバスの2路線が当駅 - 高幡不動駅間を結んでいる。

### バスのりば
| 乗場 | 系統    | 主要経由地                               | 行先                     | 運行事業者              | 備考                                             |
| ---- | ------- | ---------------------------------------- | ------------------------ | ----------------------- | ------------------------------------------------ |
| 1番  | 高22    | 百草団地・高幡台団地                     | 高幡不動駅               | ■京王バス ■京王電鉄バス |                                                  |
| 1番  | 高27    | 高幡台団地                               | 高幡不動駅               | ■京王バス ■京王電鉄バス | 夜間と休日の朝のみ運行                           |
| 1番  | 桜80    | 帝京大学入口・由木折返場                 | 南大沢駅                 | ■京王バス               | 深夜バスあり（平日のみ）                         |
| 1番  | 桜83    | 帝京大学入口                             | 由木折返場               | ■京王バス               | 平日朝1本と土休日深夜のみ運行                    |
| 1番  | 桜88    | 帝京大学入口・大竹橋・フェアヒルズ入口   | 京王堀之内駅             | ■京王バス               |                                                  |
| 2番  | 高52(O) | 百草園駅北・金田公園                     | 高幡不動駅               | ■京王バス               | 日野市ミニバス落川路線                           |
| 2番  | 高20(W) | 百草園住宅・三沢台                       | 高幡不動駅               | ■京王電鉄バス           | 日野市ミニバス三沢台路線                         |
| 2番  | 桜87    | 一の宮                                   | 帝京大学構内             | ■京王電鉄バス           |                                                  |
| 2番  | 桜87    | 直行                                     | 帝京大学構内             | ■京王バス               |                                                  |
| 2番  | 桜87    | 直行                                     | 帝京大学小学校           | ■京王バス               | 平日・土曜の朝1本のみ運行                        |
| 2番  | 空港    |                                          | 成田空港                 | ■京王バス ■東京空港交通 | 成田多摩センター線。 一部便は3番乗り場から発車。 |
| 3番  | 桜81    | 一の宮                                   | 東京電力総合研修センター | ■京王電鉄バス           | 平日朝に急行便あり                               |
| 3番  | 国18    | 府中四谷橋北・谷保駅                     | 国立駅                   | ■京王バス               |                                                  |
| 3番  | 国18    | 府中四谷橋北                             | 日新町二丁目             | ■京王バス               | 平日夜1本（22:10発）のみ運行。                   |
| 3番  | 桜18    | 府中四谷橋北・府中西高校入口             | 都営泉二丁目             | ■京王バス               | 平日夜のみの運行                                 |
| 3番  | 桜19    | 府中四谷橋北・デュオヒルズ前             | 都営泉二丁目             | ■京王バス               |                                                  |
| 3番  | 高速    |                                          | 名鉄バスセンター         | ■京王バス               | 新宿名古屋線                                     |
| 3番  | 空港    |                                          | 羽田空港                 | ■京王バス ■東京空港交通 | 羽田多摩センター線                               |
| 4番  | 桜91    |                                          | 桜ヶ丘二丁目             | ■京王バス               |                                                  |
| 4番  | 桜92    | 桜ヶ丘二丁目                             | 永山駅                   | ■京王バス               |                                                  |
| 7番  | 桜45    | 車橋・永山駅・豊ヶ丘四丁目               | 多摩センター駅           | ■京王バス               |                                                  |
| 7番  | 桜44    | 多摩市役所・大橋                         | 豊ヶ丘四丁目             | ■京王バス               |                                                  |
| 7番  | 桜46    | 多摩市役所・大橋・豊ヶ丘四丁目           | 多摩センター駅           | ■京王バス               |                                                  |
| 7番  | 桜65    | 聖ヶ丘病院前                             | 永山駅                   | ■京王バス               |                                                  |
| 8番  | 桜47    | 多摩市役所・大橋                         | 京王多摩車庫前           | ■京王バス               |                                                  |
| 8番  | 桜62    | 多摩市役所・愛宕東公園                   | 多摩センター駅           | ■京王バス               |                                                  |
| 9番  | 桜72    | 愛宕東                                   | 多摩センター駅           | ■京王電鉄バス           |                                                  |
| 9番  | 桜73    | 愛宕東・多摩センター駅                   | 多摩南部地域病院         | ■京王電鉄バス           |                                                  |
| 11番 | 桜22    | 車橋・永山駅                             | 諏訪四丁目循環           | ■京王バス ■神奈中       |                                                  |
| 11番 | 桜22    | 車橋・永山駅                             | 諏訪三丁目               | ■京王バス ■神奈中       |                                                  |
| 11番 | 桜23    | 車橋・永山駅                             | 永山五丁目               | ■神奈中                 |                                                  |
| 11番 | 桜24    | 車橋・永山駅・永山五丁目・京王多摩車庫前 | 鶴川駅                   | ■神奈中                 |                                                  |
| 11番 | 桜25    | 車橋・永山駅・永山五丁目                 | 京王多摩車庫前           | ■京王バス               |                                                  |
| 11番 | 桜28    | 車橋・多摩東公園                         | 若葉台駅                 | ■京王バス               | 休日のみ運行                                     |
| 12番 | 稲22    | 連光寺坂・稲城市立病院・南多摩駅         | 稲城駅                   | ■京王バス               |                                                  |
| 12番 | 桜06    | 連光寺坂・記念館前・聖ヶ丘団地           | 永山駅                   | ■京王バス               |                                                  |
| 12番 | 桜06    | 連光寺坂・記念館前・聖ヶ丘団地           | 多摩大学                 | ■京王バス               | 平日1本のみ運行                                  |
| 12番 | 桜07    | 連光寺坂・記念館前・連光寺・多摩東公園   | 永山駅                   | ■京王バス               | 1日1本のみ運行                                   |

- 5・6・10・13・14番は降車場。この他、路上の一部にも降車場が設置されている。

## 隣の駅
京王電鉄
 京王線
- □「京王ライナー」（上りは乗車のみ）、□「Mt.TAKAO号」（上りのみ乗車可）停車駅

■特急・■急行
分倍河原駅 (KO25) - 聖蹟桜ヶ丘駅 (KO27) - 高幡不動駅 (KO29)
■区間急行・■快速・■各駅停車
中河原駅 (KO26) - 聖蹟桜ヶ丘駅 (KO27) - 百草園駅 (KO28)
- イベント等開催時には、通常の隣の停車駅との間にある以下の駅に停車する場合がある。
  - 百草園での「梅まつり」・「紅葉まつり」開催時に、一部特急が隣の百草園駅に停車する。

## 駅周辺を舞台とする作品
- 耳をすませば - 作中に登場する「杉の宮駅」のモデルになっている。周辺には他にも同作の舞台のモデル地が点在し、町おこしの取り組みが行われている。
- 一週間フレンズ。 - 作中の舞台が当駅周辺となっており、京王電鉄が宣伝協力を行った。またアニメ放映期間中には、当駅西口正面にあるベーカリー&カフェ ルパ桜ヶ丘店にてコラボメニューの販売などが行われた。実写映画化の際も当駅周辺でロケーション撮影が行われた。

『耳をすませば』による町おこしについては「聖蹟桜ヶ丘#『耳をすませば』による町おこし」、上記以外の作品については「聖蹟桜ヶ丘#その他のコンテンツ」を参照。